# D2020 (Loir-et-Cher)
De D2020 is een departementale weg in het Midden-Franse departement Loir-et-Cher. De weg loopt van de grens met Loiret via Lamotte-Beuvron en Salbris naar de grens met Cher. In Loiret loopt de weg als D2020 verder naar Orléans en Parijs. In Cher loopt de weg verder als D2020 naar Vierzon en Toulouse.

## Geschiedenis
Oorspronkelijk was de D2020 onderdeel van de N20. In 2006 werd de weg overgedragen aan het departement Loir-et-Cher, omdat de weg geen belang meer had voor het doorgaande verkeer vanwege de parallelle autosnelweg A71. De weg is toen omgenummerd tot D2020.